# Tania Van der Sanden
Tania Van der Sanden (Wilrijk, 14 september 1962) is een Vlaamse actrice.

## Biografie
Haar opleiding rondde ze in 1984 af met een eerste prijs toneel van het Koninklijk Conservatorium van Gent.
Ze speelde mee in de series De Dwaling, In de gloria, Het eiland, Duts en De Ronde en zat mee in het panel in enkele afleveringen van Alles kan beter. Ze speelde ook een tijdje mee in Man bijt hond (in het onderdeel Vaneigens als Mammie). Daar was ze de oprichter van de "De Vadder I-fanclub". Gastrollen speelde ze onder meer in de series Witse, Jes, Goesting, Danni Lowinski, Clan, Aspe en Professor T..
Ze had rollen in de films De Leeuw van Vlaanderen, Twee zusters, Dagen zonder lief en Ben X.
Ook speelde ze mee in de KVS-productie Oom Toon en in het collectief De Kempvader waarmee ze Kaatje is verdronken en Kleine Tony speelde.
Ze is samen met Mieke De Groote lid van theaterMalpertuis. Ze speelde er mee in En maar niet willen sneeuwen..., als een van de producties die men zich goed herinnert, en verder in De kikvorskoning (en De Pikvorskoning KNT), Suus, Eva, Hitlers lief, Gloed, Metamorfosen, Les in hysterie en Herfstsonate.
Van der Sanden vertolkte in de Vlaamse versie van Ice Age 2, Ice Age 3 en Ice Age 4 de rol (stem) van Ellie de mammoet.
In het voorjaar 2014 speelde ze de hoofdrol in het programma Achter de feiten en in het najaar van 2017 speelde ze een personage in het humoristische televisieprogramma Kafka op de commerciële televisiezender VTM.
Ze speelde in 2020 ook de rol van Joske in het vijfde en laatste seizoen van De Zonen van Van As, ook speelde ze in 2020 de rol van de Moeder van Bobbie in de Online serie Brak van Joke De Bruyn en Charlie Dewulf op VTM GO.
In 2025 was ze op Streamz te zien in Holy Sh!t en Oh, Otto!.